# Рунина
Рунина (словац. Runina) — русинське село в Словаччині, Снинському окрузі Пряшівського краю. Розташоване в північно-східному куті Словаччини, неподалік від кордону з Польщею.

## Історія
Давнє лемківське село. Вперше згадується 1569 р.

## Населення
| Рік:            | 1993 | 2003     | 2013    | 2023    |
| --------------- | ---- | -------- | ------- | ------- |
| Кількість осіб: | 126  | 78       | 75      | 71      |
| Різниця:        |      | -38,09 % | -3,84 % | -5,33 % |

| Рік:            | 2022 | 2023    |
| --------------- | ---- | ------- |
| Кількість осіб: | 74   | 71      |
| Різниця:        |      | -4,05 % |

В селі проживає 69 осіб.
Національний склад населення (за даними останнього перепису населення — 2011 року):
- русини — 81,18 %
- словаки — 11,76 %
- українці — 7,06 %

Склад населення за приналежністю до релігії станом на 2001 рік:
- православні: 100,0 %